# قنفذية شاحبة
القنفذية الشاحبة نوع نباتي يتبع جنس القنفذية من الفصيلة النجمية.

## معرض صور

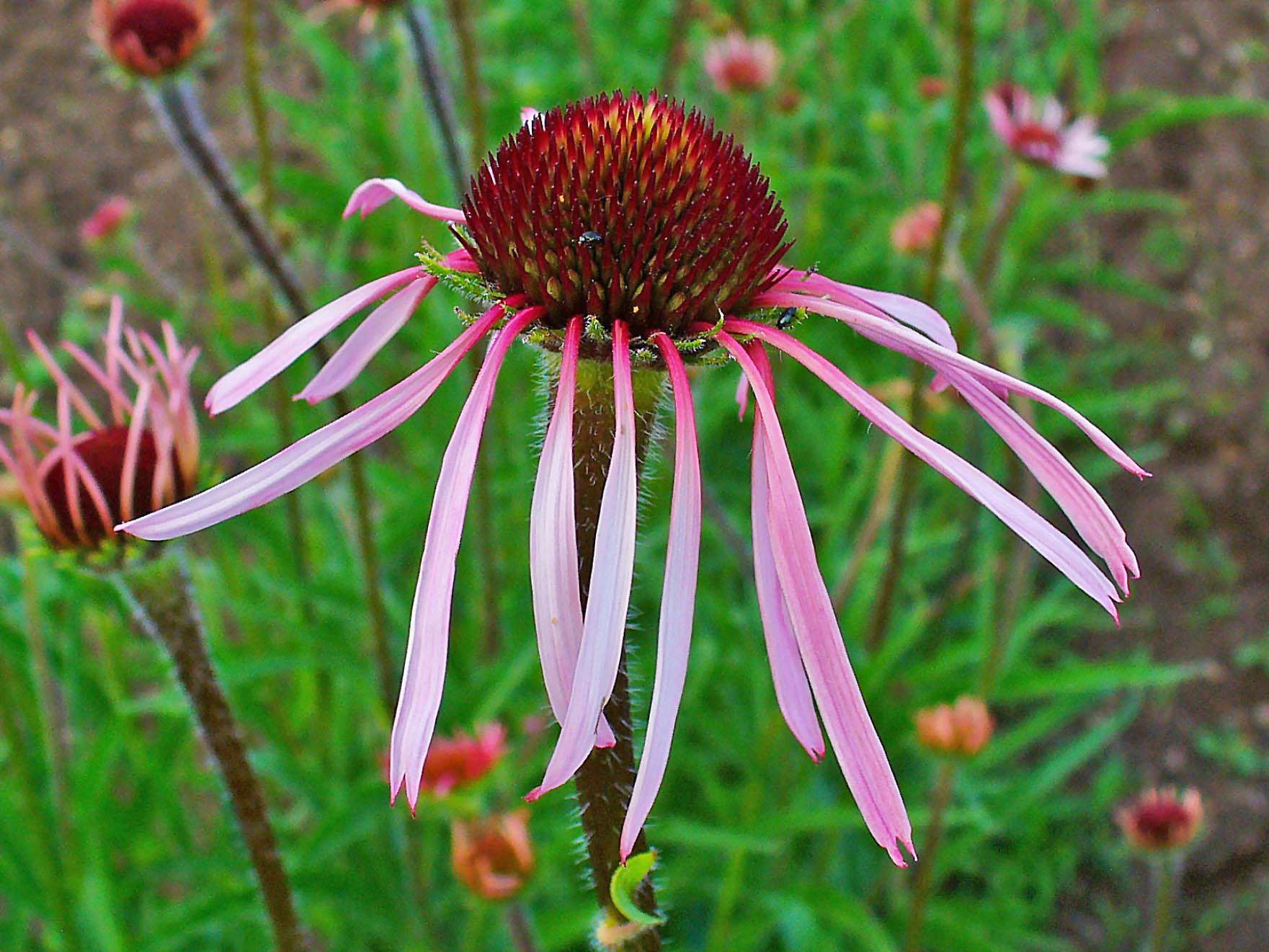
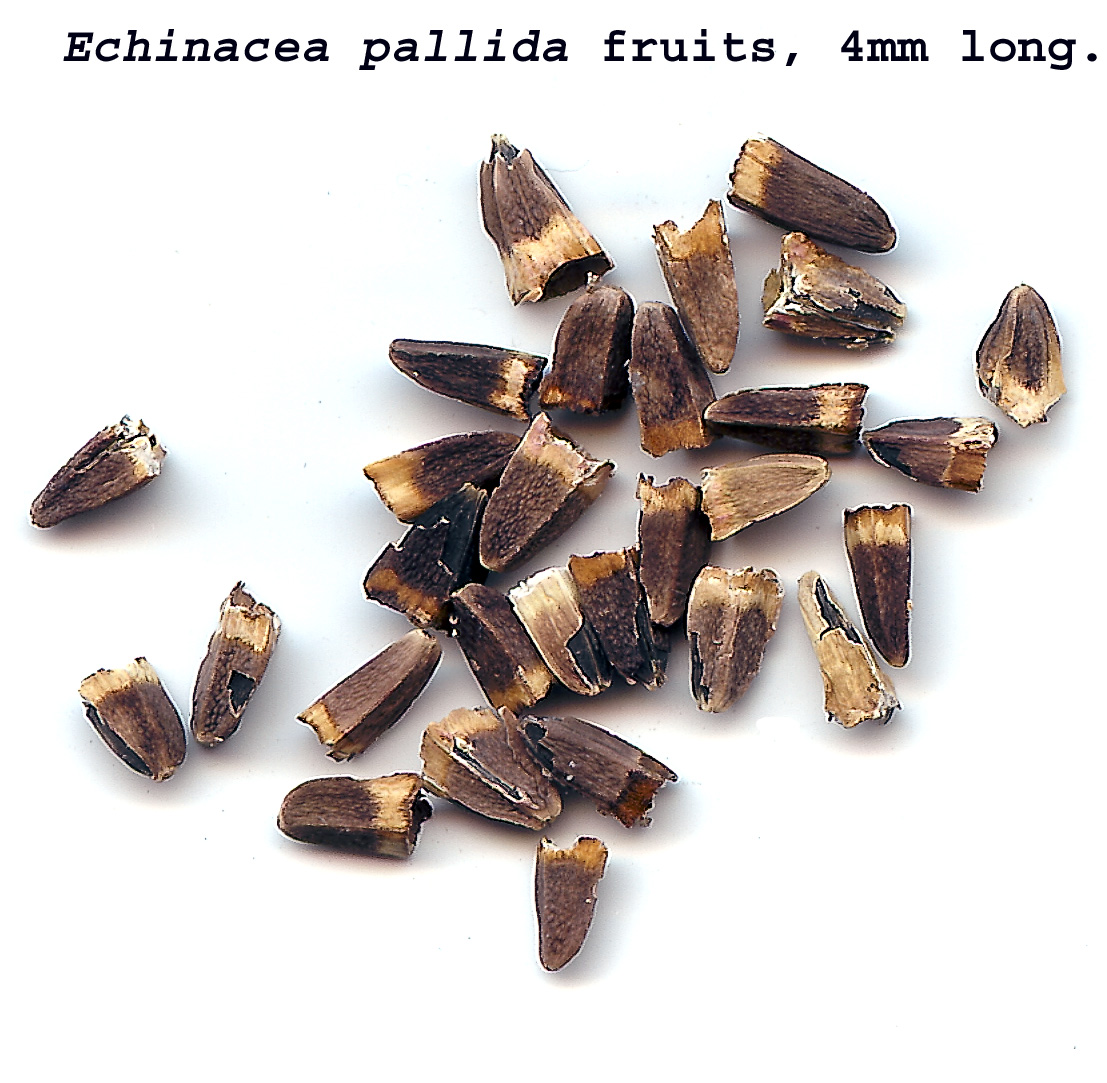
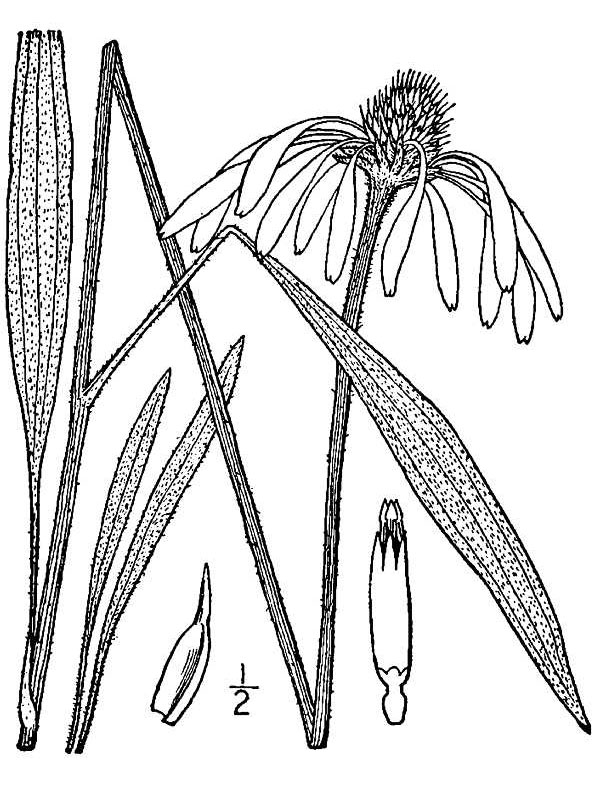

## البيئة والانتشار
تنتشر في وسط وشرق الولايات المتحدة.

## الوصف النباتي
نبات عشبي معمر.